# 科尔桑
科尔桑（法語：Corsaint，法語發音：[kɔʁsɛ̃]）是法国科多尔省的一个市镇，属于蒙巴尔区。

## 地理
科尔桑（47°32'20"N, 4°11'57"E）面积20.37 平方千米，位于法国勃艮第-弗朗什-孔泰大區科多尔省，该省份为法国中东部省份，北起奥布省，西接涅夫勒省和约讷省，南至索恩-卢瓦尔省，东南接汝拉省，东临上索恩省，东北部与上马恩省接壤。
与科尔桑接壤的市镇（或旧市镇、城区）包括：凡莱穆捷、埃普瓦斯、阿蒂、巴尔莱塞普瓦斯、科龙布勒、热莱巴尔、穆捷圣让、皮西、瓦西苏皮西、吉永泰尔普莱讷。

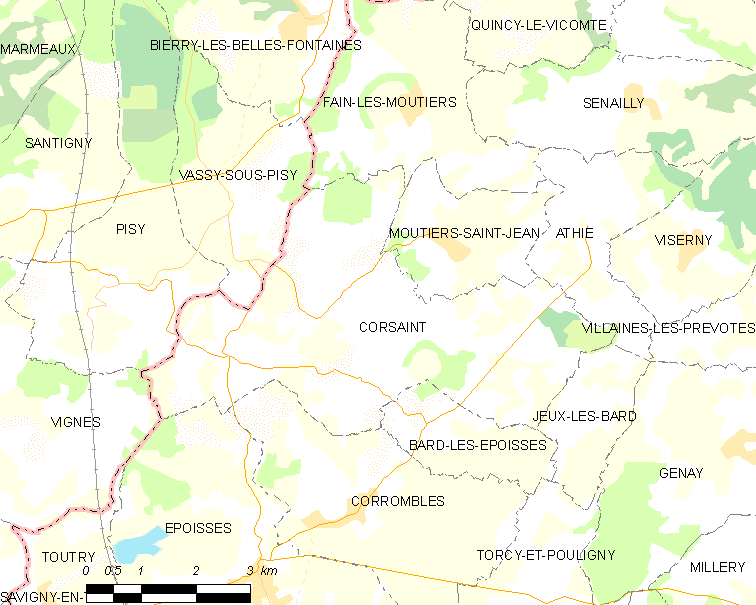
科尔桑的OSM定位图

科尔桑的时区为UTC+01:00、UTC+02:00（夏令时）。

## 行政
科尔桑的邮政编码为21460，INSEE市镇编码为21199。

## 政治
科尔桑所属的省级选区为欧苏瓦地区瑟米尔县。

## 人口

1962-2008年间科尔桑人口变化图示

科尔桑于2022年1月1日时的人口数量为131人。